# Riner, Spanien
Riner är en kommun i Spanien.   Den ligger i provinsen Província de Lleida och regionen Katalonien, i den östra delen av landet, 500 km öster om huvudstaden Madrid. Antalet invånare är 294. Arean är 47 kvadratkilometer. Riner gränsar till Olius, Clariana de Cardener, Cardona, Pinós och Llobera. 
Terrängen i Riner är platt västerut, men österut är den kuperad.